# Reino zulú
El Reino zulú, a veces llamado el Imperio zulú o simplemente Zululandia, era una monarquía en el África austral que se extendía a lo largo de la costa del océano Índico desde el río Tugela en el sur hasta el río Pongola en el norte.
El reino llegó a dominar gran parte de lo que es hoy KwaZulu-Natal y África meridional, pero cuando entró en conflicto con el Imperio británico en la década de 1870 durante la guerra anglo-zulú, fue derrotado a pesar de una temprana victoria zulú en la guerra. El área fue absorbida posteriormente en la Colonia de Natal y más tarde se convirtió en parte de la Unión de Sudáfrica.

## Historia
Shaka, hijo de Senzangakona y lugarteniente de Dingiswayo, se autoproclamó rey (Inggonyama) después de asesinarlo en 1818, junto a Zwide, hijo de Dingiswayo y heredero legítimo, gobernó hasta 1828. Organizó militarmente al pueblo zulú, renovando el armamento y las tácticas de combate. Formó un ejército de 50.000 guerreros y se apoderó de Natal, Matabeleland y el sur de Mozambique.
Las expediciones que organizó causaron cerca de un millón de muertos y el éxodo de los clanes ndebele de Mzilikatzi y Zwangerdaba, dentro del marco del período Mfecane. Envió embajadores a Ciudad del Cabo y permitió el comercio extranjero en Natal. Su reino alcanzó una extensión de 30.000 km², con 250.000 habitantes y 25.000 guerreros. Finalmente, en 1828 fue asesinado por Dingane. 
Dingane reinó desde 1828 hasta 1838, después de deshacerse de su hermano Mhlangana. En 1835 permitió las primeras misiones religiosas europeas en el reino, pero se enfrentó a los bóeres que se establecieron en Natal. En 1837 mató a traición a Piet Retief y a algunos bóeres más, tras lo que Andries Pretorius le derrotó en la batalla del Río Sangriento. En enero de 1840, Pretorius y otros 400 bóeres ayudaron al jefe Mpande en su rebelión contra el rey Dingane hasta su derrocamiento y su muerte.
Mpande será rey de 1840 a 1872. Los bóeres proclamaron la República de Natal en 1840, que fue anexionada a la Colonia del Cabo el 1844. Los bóeres abandonaron el territorio zulú, migrando hacia el norte, mientras al sur se establecieron británicos y trabajadores hindúes y chinos. Zulúes y europeos mantuvieron relaciones estables y pacíficas durante todo el reinado de Mpande.
Cetshwayo fue rey zulú de 1872 a 1884, coronado en Durban por el gobernador británico de Natal. Contaba con un ejército de 60.000 guerreros divididos en 60 iviyo (regimientos), comandados por un induna enkula (general). A partir del 1877 comenzaron las primeras fricciones entre británicos y zulúes, que desembocaron en la guerra anglo-zulú de 1878. Aquel mismo año 20.000 guerreros zulúes masacraron a 1.800 miembros del ejército británico en la batalla de Isandhlwana, lo que provocó la caída del gobierno de Benjamin Disraeli, pero 3.500 zulúes no pudieron reducir a un centenar de británicos en Rorke's Drift. Los británicos solicitaron refuerzos a la metrópoli, y en 1879 atacaron la capital zulú, Ulundi, donde 20.000 guerreros fueron vencidos por 6.200 soldados británicos, armados con doce cañones y dos ametralladoras. El rey Cetshwayo fue capturado y exiliado entre 1880 y 1884, año este último en que se le permitió volver.
Dinizulu fue proclamado rey a la muerte de Cetshwayo, gobernando de 1884 a 1913, iniciando una revuelta antibritánica en 1887, fracasando, e incorporándose oficialmente el territorio del reino zulú a la colonia de Natal en 1897. Como consecuencia de esta rebelión, Dinizulu fue en 1890 exiliado a la isla de Santa Elena (la misma a la que fuera exiliado Napoleón Bonaparte) durante siete años. Entre 1906 y 1910 se produjo una nueva revuelta entre los zulúes dirigida por el caudillo Bambaata, fracasando. Dinizulu fue encarcelado en marzo de 1908, hasta 1911, como posible instigador de la revuelta.